# Thera costajuncta
Thera costajuncta är en fjärilsart som beskrevs av Barend J. Lempke 1950. Thera costajuncta ingår i släktet Thera och familjen mätare. Inga underarter finns listade i Catalogue of Life.